# Hornický skanzen Mayrau
Hornický skanzen Mayrau je technický skanzen, který se nachází v obci Vinařice u Kladna na místě bývalého dolu Mayrau, zvaného také Mayrovka (v letech 1946–1958 důl Fierlinger I, 1958–1990 Gottwald II). Je pobočkou Sládečkova vlastivědného muzea v Kladně. Návštěvníkům nabízí prohlídku technických památek zaměřených na dokumentaci a prezentaci hornické činnosti na Kladensku a Slánsku.
Muzeum stojí v západní části obce Vinařice v těsném sousedství věznice Vinařice a pramene Týneckého potoka.

## Důl
S hloubením dolu Mayrau ve Vinařicích u Kladna započala uhelná společnost Pražská železářská v roce 1874. Tehdy už byl kladenský revír největším dodavatelem uhlí v českých zemích. Šachta, hluboká 527 m a pojmenovaná po tehdejším předsedovi správní rady společnosti JUDr. Kajetánu Mayerovi, se brzy stala mezi kladenskými doly pojmem. O deset let později byla o padesát metrů dál vyhloubena sdružená jáma Robert. Těžba na dole skončila 30.6. 1997. Následujícího roku byly obě jámy dolu zasypány. Za 120 let důlní činnosti se zde vytěžilo 34 milionů tun uhlí.

## Skanzen
Ještě před ukončením provozu byl na dole Mayrau zřízen skanzen, který byl otevřen veřejnosti 19. srpna 1994. V expozici byl uplatněn model „posledního pracovního dne“, tzn. je zde zachován stav, jako by lidé, kteří zde pracovali, právě včera odešli. Návštěvníci procházejí autentickými prostorami s oprýskanými zdmi i původními nápisy a nenatřeným zábradlím. Prožívají s horníkem jeho pracovní den od kantýny až po štolu. Průvodci jsou bývalí horníci, kteří na šachtě pracovali.
Skanzen vystavuje tři těžní stroje. Secesní stroj Ringhoffer pochází z roku 1905, kdy byl zakoupen na Světové výstavě v Paříži. Návštěvníkům je předváděn v provozu. Další těžní stroj Robert je z roku 1932, zažil tedy elektrifikaci dolu. Poslední ze tří strojů nese název Koepe, vyrobila jej firma Ruston roku 1905. Ve 130 m dlouhé štole uvnitř kopce Homole je expozice plně mechanizovaného porubu, ukazuje se zde důlní doprava, vývoj ražby v čase či přetlaková komora. V budově dýmnice najdeme expozice báňského záchranářství, v náraží jámy Robert lampovna a známková kontrola nebo řetízkové šatny. Od roku 2003 tu funguje výstavní galerie. Skanzen organizuje i vycházky po starých důlních dílech vrapické oblasti s průvodcem a spolupracuje s umělci, kteří v areálu pořádají výtvarná symposia a jiné akce. V prodeji je zde turistická známka č. 662.
Skanzen je vyhledávaným místem nejen turistů a zájemců o hornickou historii, ale také filmařů – v jeho prostorách se natočilo několik českých i zahraničních filmů.

## Galerie

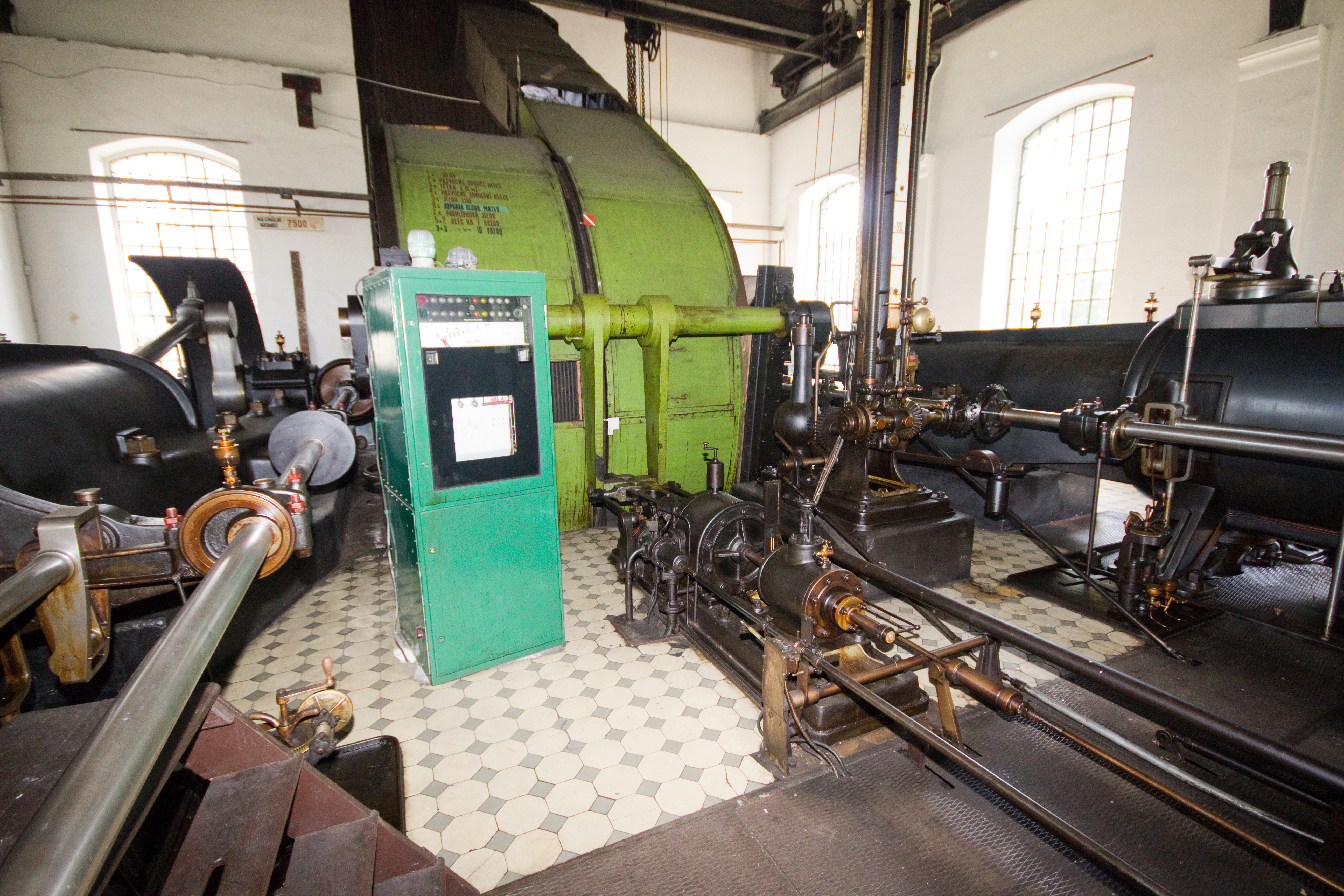
Parní stroj
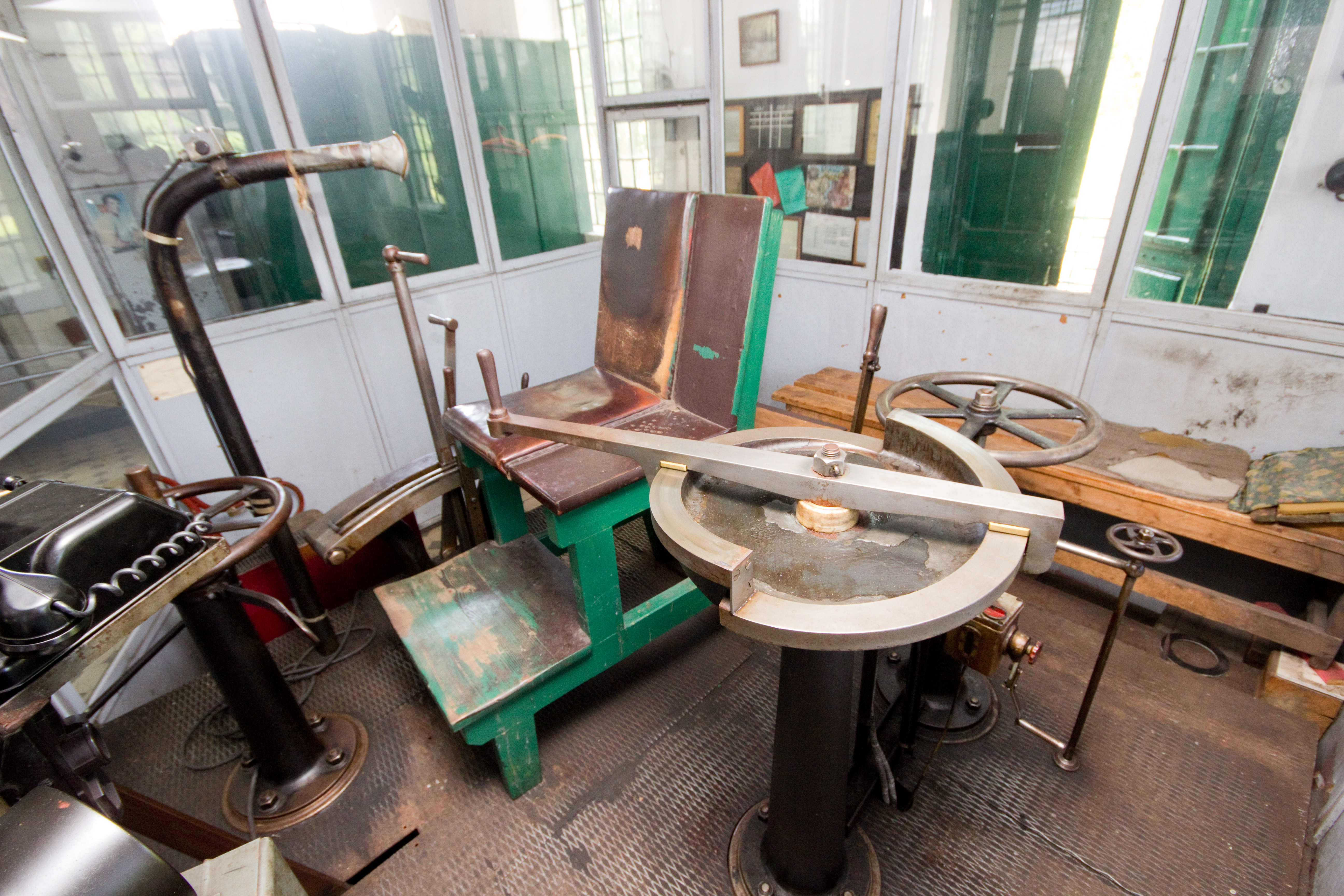
Ovládání parního stroje
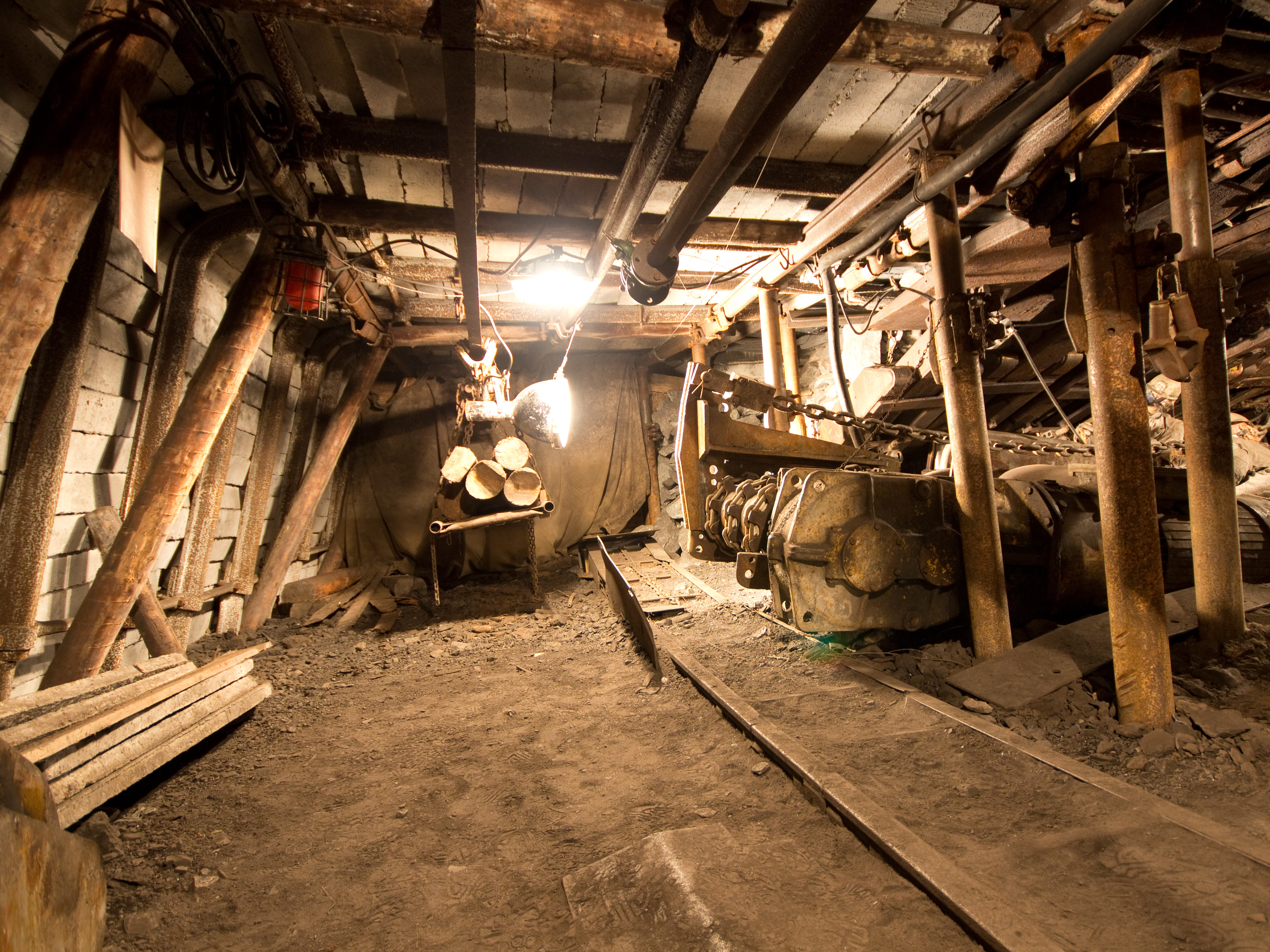
Důl Homole
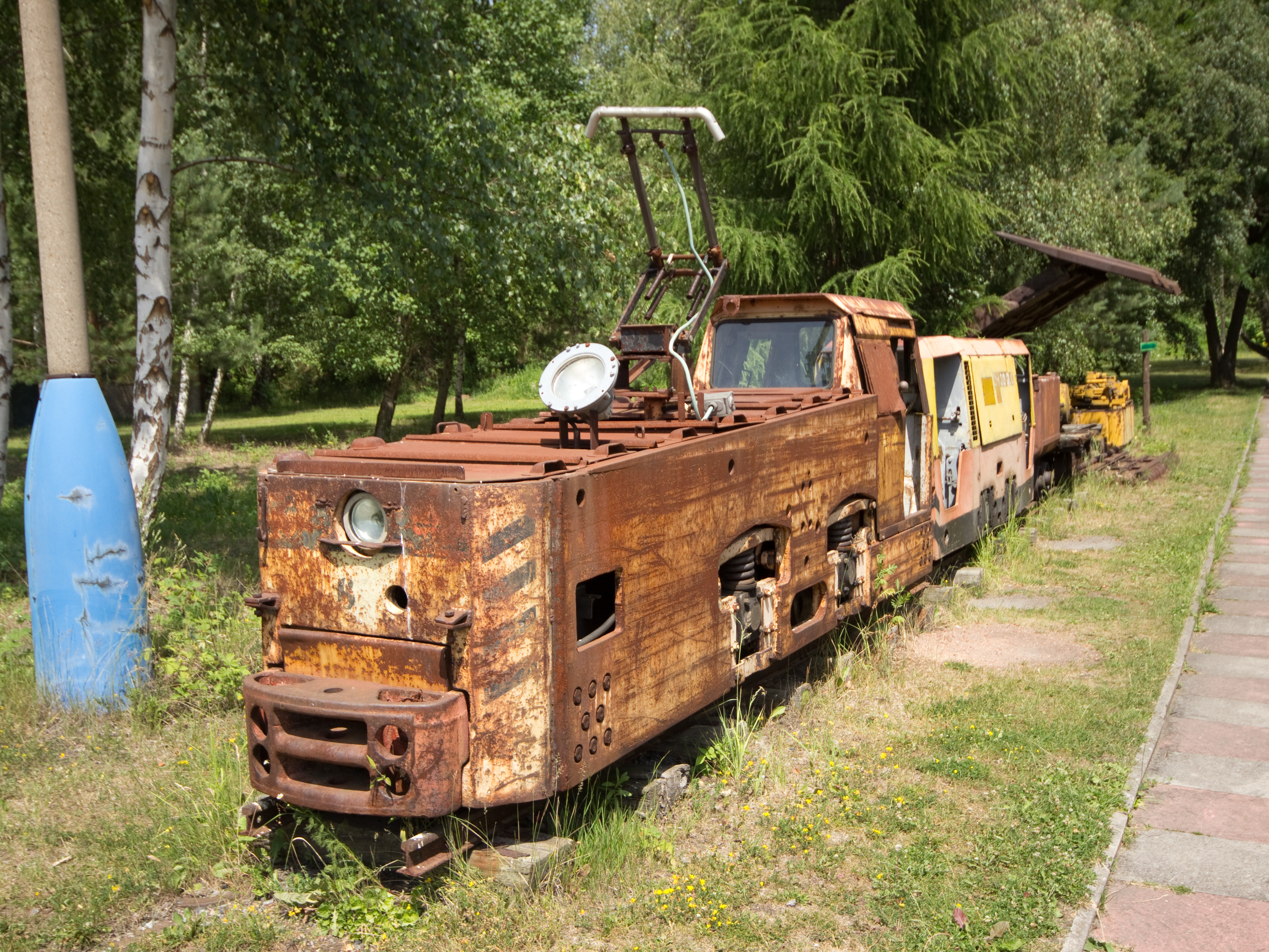
Důlní vláček
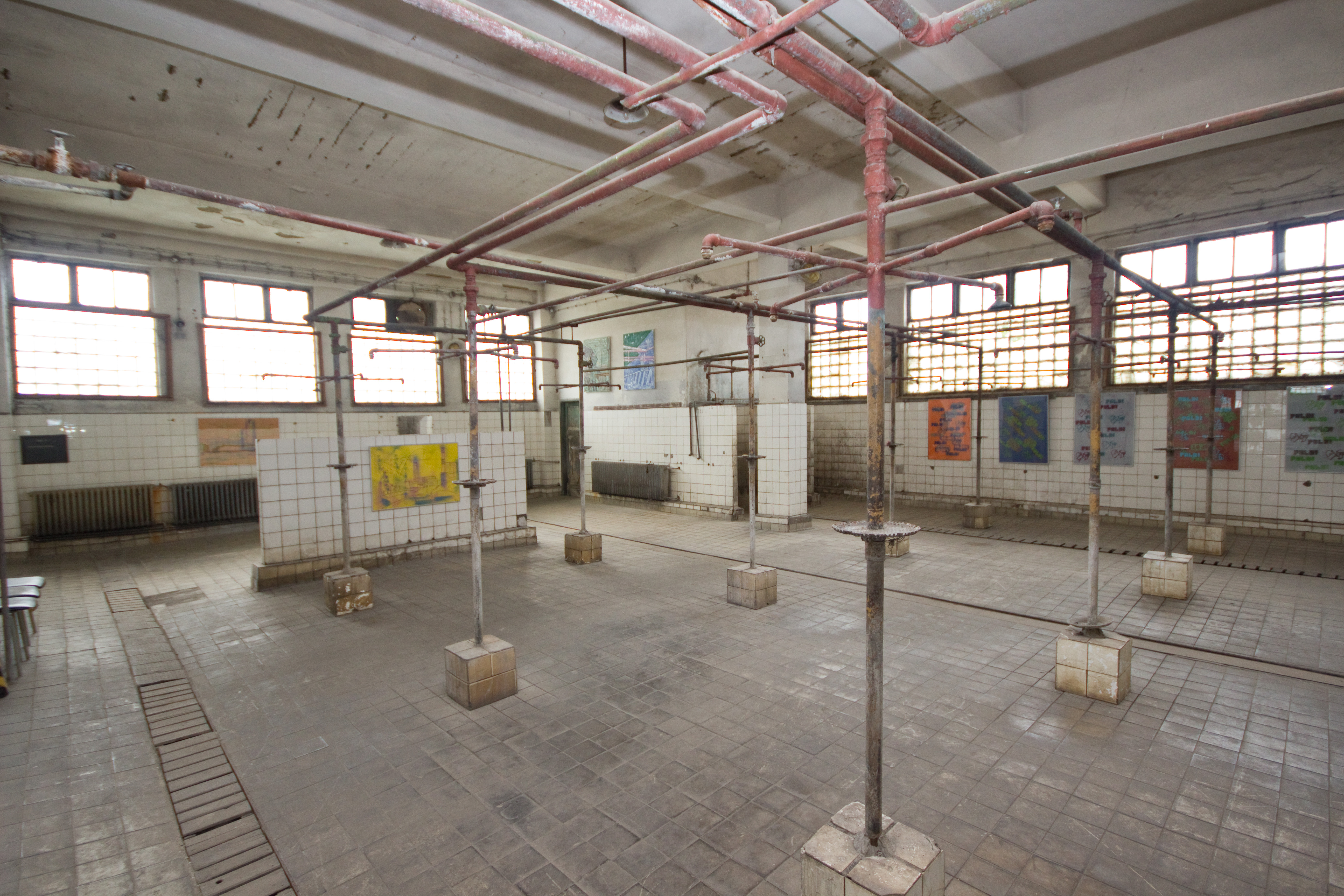
Sprchy
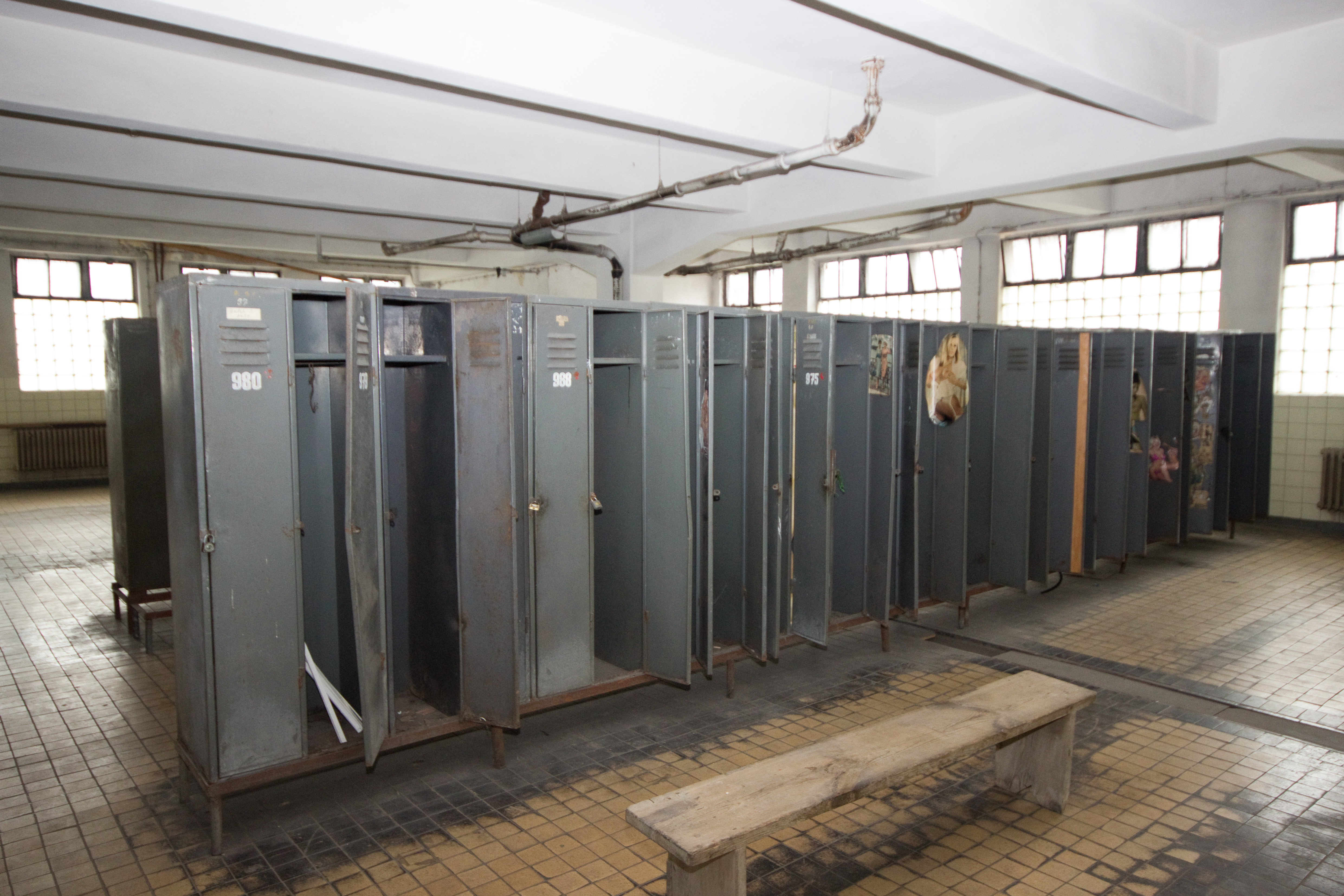
Skříňky
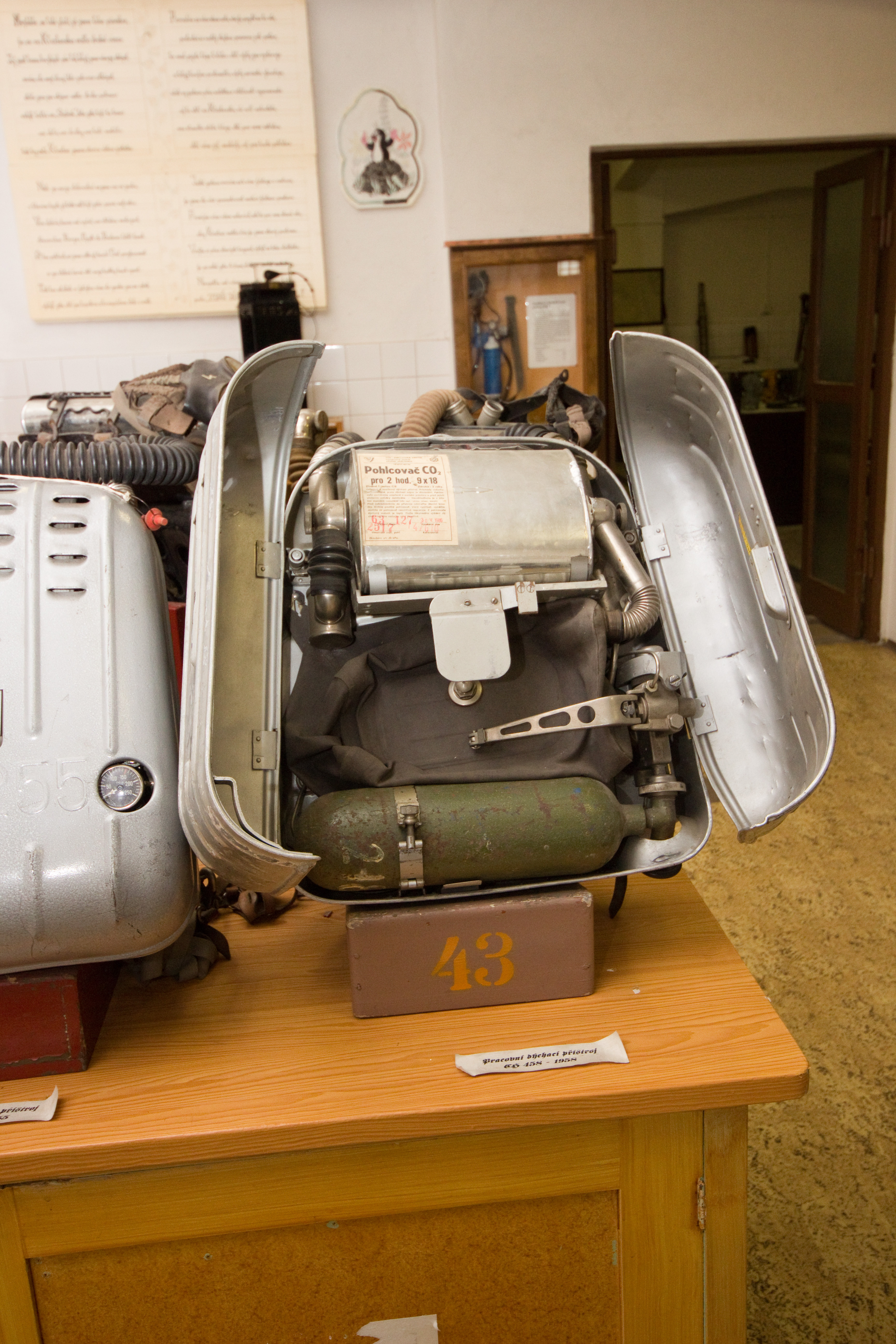
Hornický záchranný přístroj
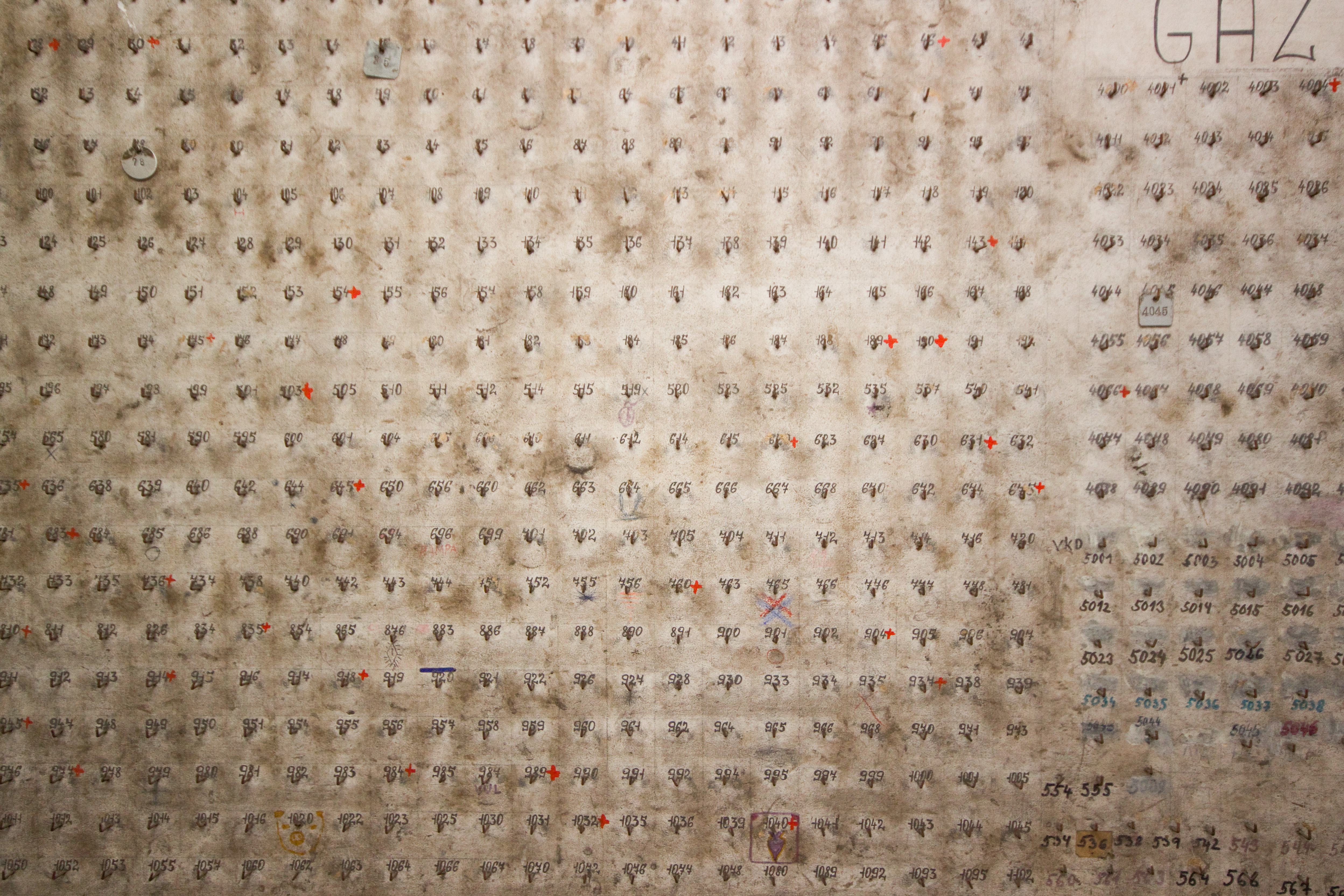
Fárací známky
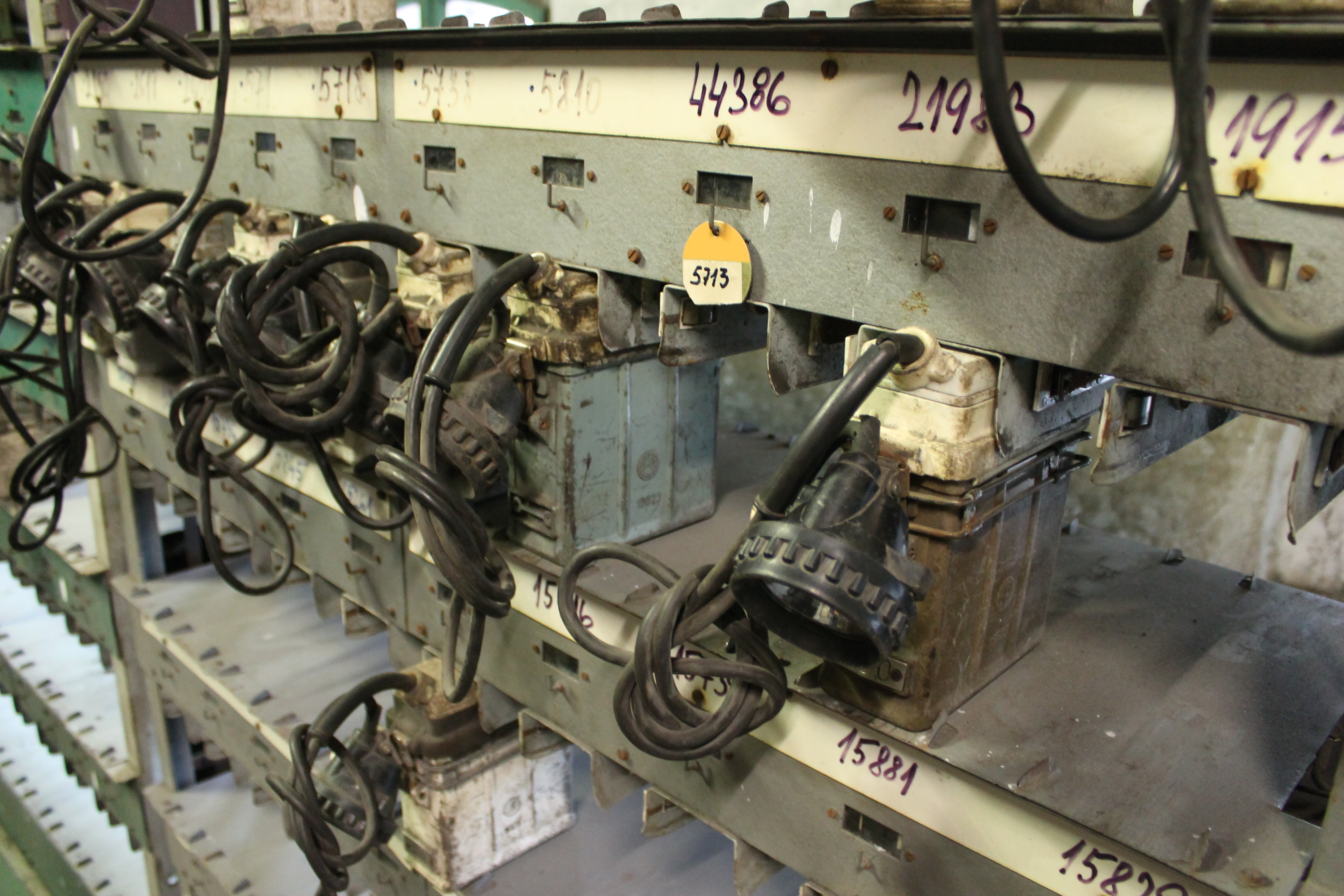
Lampárna
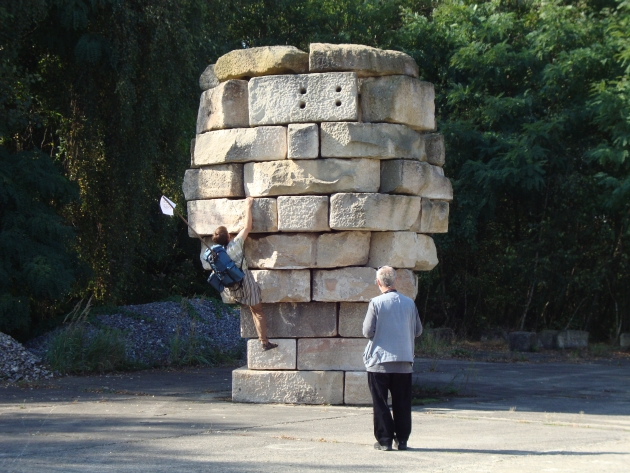
Socha Kamenohlava od sochaře Kurta Gebauera v areálu skanzenu